# Velika Nedelja
Velika Nedelja este o localitate din comuna Ormož, Slovenia, cu o populație de 301 locuitori.